# Ecnomiohyla bailarina
Ecnomiohyla bailarina es una especie de anfibios de la familia Hylidae. Es endémica de Panamá y el este de Costa Rica.